# هیندولوستون
هیندولوستون (به انگلیسی: Hindolveston) یک محله مدنی و روستا در بریتانیا است که در North Norfolk واقع شده‌است. هیندولوستون ۱۰٫۲۸ کیلومتر مربع مساحت و ۵۹۸ نفر جمعیت دارد.